# Spergo fusiformis
Spergo fusiformis is een slakkensoort uit de familie van de Raphitomidae. De wetenschappelijke naam van de soort is voor het eerst geldig gepubliceerd in 1962 door Habe.